# Lobos UPNFM (futsal)
CD Lobos UPNFM – honduraski klub futsalowy z siedzibą w mieście Tegucigalpa, obecnie występuje w najwyższej klasie Hondurasu. Jest sekcją sportową w klubie sportowym Lobos UPNFM.

## Sukcesy
- Mistrzostwo Hondurasu: 2016[1]